# フォード・S-MAX
S-MAXは、フォードが製造・販売していた自動車である。

## 初代 (2006-2015年)
2006年2月のジュネーヴ・ショーで発表され、同年6月から発売された。 セダン的なスポーティな走行性能とミニバンのスペース効率を両立させようとする設計が評価され、2007年のヨーロッパ・カー・オブ・ザ・イヤーを受賞した。
抑揚の強い車体デザインは、フォード・キネティックデザインと呼ばれる、マーティン・スミスが率いる欧州フォードデザインチーム最近のトレンドに従ったものである。また、「Fold Flat System」と呼ばれる、シートを床に完全に段差なく格納できるシステムを特徴とする。英国版のグレード体系は「Edge」「Zetec」「Titanium」の三種類で、メーカー発表によれば、最上級のTitaniumが販売台数の60％を占めている。欧州大陸では「Trend」「Titanium」「Titanium S」と呼ばれている。
エンジンはフォードのDuratorqユニットを用いており、5/6速のMTまたは6速ATと組み合わせられる。1800ccターボディーゼル(1.8 TDCi)125馬力から、ガソリン2500cc217馬力(2.5)まで、各種のパワーユニットが用意されている。 
安全装備に特に目新しいものは無いが、ユーロNCAPでは最高ランクの5スター/36点をマークしている。 

## 2代目 (2015-2023年)
2014年10月のパリモーターショーにて発表され、2015年夏ごろから販売を開始した。スペインのバレンシア工場で生産される。
2022年10月26日、2023年4月をもって生産を終了することを発表。